# Camille Nys
Camille Nys (Saint-Gilles, 9 maggio 1888 – ...) è stato un calciatore belga, di ruolo attaccante.